# Floroglucinolna kiselina
Floroglucinolna kiselina je trihidroksibenzojeva kiselina, tip fenolne kiseline. Ona je katehinski degradacioni proizvod koji izlučuje bakterija Acinetobacter calcoaceticus, vrsta bacterija koja je deo normalke ljudske telesne flore, kad je katehin jedini izvor ugljenika.. Floroglucinolna kiselina je takođe prisutna u vinu.